# V.League 1 2019
La V.League 1 2019 (conocida ahora como Wake-u 247 V.League 1 por razones de patrocinio) fue la 36.ª edición de la V.League 1, la primera división más importante de Vietnam. La temporada comenzó el 21 de febrero y finalizó el 23 de octubre. Fue la primera vez en la historia que con cuenta con el VAR.

## Equipos participantes
El XSKT Cần Thơ FC se ubicó el 14.° lugar de la V.League 1 2018 y descendió a V.League 2 2019, su reemplazo fue para el Viettel FC quien regresó al máximo nivel de Vietnam después de 10 años de ausencia.
- Becamex Bình Dương FC
- Hanoi T&T FC
- Hải Phòng FC
- Hoàng Anh Gia Lai FC
- Ho Chi Minh City FC
- Nam Định FC
- Quang Nam FC
- Saigon FC
- Sanna Khánh Hòa BVN FC
- SHB Đà Nẵng FC
- Sông Lam Nghệ An FC
- Than Quảng Ninh FC
- FLC Thanh Hóa
- Viettel FC

## Tabla de posiciones
Actualizado el 25 de octubre de 2019
| Pos. | Equipo                     | PJ | PG | PE | PP | GF | GC | DG  | Pts. | Clasificado a                    |
| ---- | -------------------------- | -- | -- | -- | -- | -- | -- | --- | ---- | -------------------------------- |
| 1    | Hanoi T&T FC (C)           | 26 | 15 | 8  | 3  | 59 | 30 | +29 | 53   | Liga de Campeones de la AFC 2020 |
| 2    | Ho Chi Minh City FC        | 26 | 14 | 6  | 6  | 42 | 30 | +12 | 48   |                                  |
| 3    | Than Quảng Ninh FC         | 26 | 10 | 9  | 7  | 41 | 33 | +8  | 39   |                                  |
| 4    | Becamex Bình Dương FC      | 26 | 10 | 6  | 10 | 32 | 32 | 0   | 36   |                                  |
| 5    | Saigon FC                  | 26 | 10 | 6  | 10 | 37 | 40 | -6  | 36   |                                  |
| 6    | Viettel FC                 | 26 | 11 | 3  | 12 | 33 | 39 | -6  | 36   |                                  |
| 7    | Sông Lam Nghệ An FC        | 26 | 8  | 11 | 7  | 32 | 26 | +6  | 35   |                                  |
| 8    | Hoàng Anh Gia Lai FC       | 26 | 10 | 5  | 11 | 45 | 46 | -1  | 35   |                                  |
| 9    | Quang Nam FC               | 26 | 8  | 10 | 8  | 43 | 38 | +5  | 34   |                                  |
| 10   | SHB Đà Nẵng FC             | 26 | 9  | 6  | 11 | 38 | 38 | 0   | 33   |                                  |
| 11   | Nam Định FC                | 26 | 8  | 7  | 11 | 32 | 41 | -9  | 31   |                                  |
| 12   | Hải Phòng FC               | 26 | 8  | 6  | 12 | 33 | 44 | -11 | 30   |                                  |
| 13   | FLC Thanh Hóa (Q)          | 26 | 12 | 6  | 8  | 37 | 53 | -16 | 26   | Paly-off descenso                |
| 14   | Sanna Khánh Hòa BVN FC (D) | 26 | 6  | 7  | 13 | 31 | 45 | -14 | 25   | Descenso a V.League 2 2020       |

## Goleadores
| Lugar | Jugador                   | Club                   | Goles |
| ----- | ------------------------- | ---------------------- | ----- |
| 1     | Pape Omar Faye            | Hanoi T&T FC           | 15    |
| 2     | Bruno Cantanhede          | Viettel FC             | 14    |
| 3     | Hoàng Vũ Samson           | Hanoi T&T FC           | 13    |
| 4     | Pedro Paulo               | Saigon FC              | 12    |
| 4     | Diogo Pereira             | Nam Định FC            | 12    |
| 4     | Trần Minh Vương           | Hoàng Anh Gia Lai FC   | 12    |
| 7     | Đỗ Merlo                  | SHB Đà Nẵng            | 11    |
| 7     | Joel Vinicius             | Ho Chi Minh City FC    | 11    |
| 9     | Jeremie Lychn             | Hải Phòng FC           | 10    |
| 9     | Rod Dyachenko             | Than Quảng Ninh FC     | 10    |
| 11    | Nguyễn Văn Quyết          | Hanoi T&T FC           | 9     |
| 11    | Đinh Thanh Trung          | Than Quảng Ninh FC     | 9     |
| 11    | Mạc Hồng Quân             | Than Quảng Ninh FC     | 9     |
| 11    | Nguyễn Văn Toàn           | Hoàng Anh Gia Lai FC   | 9     |
| 15    | Rimario Gordon            | Hải Phòng FC           | 8     |
| 15    | Hồ Tuấn Tài               | Sông Lam Nghệ An FC    | 8     |
| 15    | Nguyễn Quang Hải          | Hanoi T&T FC           | 8     |
| 15    | Nguyễn Hẚi Huy            | Than Quảng Ninh FC     | 8     |
| 19    | Chevaughn Walsh           | Hoàng Anh Gia Lai FC   | 7     |
| 19    | Kouassi Yao Hermann       | Than Quảng Ninh FC     | 7     |
| 19    | João Paulo Sales de Souza | Viettel FC             | 7     |
| 19    | Ganiyu Oseni              | Hanoi T&T FC           | 7     |
| 19    | Hà Minh Tuấn              | Quang Nam FC           | 7     |
| 19    | Patiyo Tambwe             | Sanna Khánh Hòa BVN FC | 7     |
| 19    | Victor Mansaray           | Ho Chi Minh City FC    | 7     |
| 26    | Gramos Kurtaj             | Thanh Hoa FC           | 6     |
| 27    | Lê Văn Thắng              | Thanh Hoa FC           | 5     |
| 27    | Đặng Anh Tuấn             | SHB Đà Nẵng            | 5     |
| 27    | Nguyễn Anh Đức            | Becamex Bình Dương FC  | 5     |